# Уртадо, Эрик
Эрик Уртадо (англ. и исп. Erik Hurtado; род. 15 ноября 1990, Фредериксберг, Виргиния, США) — американский футболист, нападающий.

## Клубная карьера

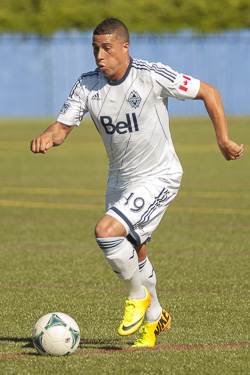
Уртадо в составе «Ванкувер Уайткэпс»

Во время обучения в Университете Санта-Клары, в 2009—2012 годах Уртадо играл за университетскую футбольную команду. В 2011 и 2012 годах он также выступал за молодёжную команду «Портленд Тимберс» в Премьер-лиге развития ЮСЛ.
17 января 2013 года на супердрафте MLS Уртадо был выбран под общим пятым номером канадским «Ванкувер Уайткэпс». Его профессиональный дебют состоялся 2 марта в матче первого тура сезона 2013 против «Торонто», в котором он вышел на замену на 76-й минуте вместо Дайго Кобаяси. 10 мая 2014 года в поединке против «Коламбус Крю» Уртадо забил свой первый гол в профессиональной карьере. В августе 2015 года Эрик отправился в аренду в норвежский «Мьёндален» до конца года. 16 августа в матче против «Хёугесунна» он дебютировал в Типпелиге. По окончании аренды Уртадо вернулся в «Ванкувер Уайткэпс». В 2016 году в матчах Лиги чемпионов КОНКАКАФ против «Спортинга Канзас-Сити» он забил по голу.
14 декабря 2018 года Уртадо был обменян в «Спортинг Канзас-Сити» на пик второго раунда супердрафта 2020 и пик первого раунда супердрафта 2021. За «Спортинг» он дебютировал 21 февраля 2019 года в матче Лиги чемпионов КОНКАКАФ против мексиканской «Толуки», заменив на 82-й минуте Кристиана Немета. В сезоне 2019 Уртадо пропустил четыре месяца, с марта по июль, из-за травмы колена. 4 августа в матче против «Сиэтл Саундерс» он забил свой первый гол за «Спортинг КС». По окончании сезона 2020 «Спортинг Канзас-Сити» начал с Уртадо переговоры по новому контракту, но 15 февраля 2021 игрок объявил об уходе из клуба.
16 февраля 2021 года Уртадо на правах свободного агента присоединился к «Клёб де Фут Монреаль», подписав контракт на сезон 2021 с опцией продления на сезон 2022. За «Монреаль» он дебютировал 17 апреля в матче стартового тура сезона против «Торонто», в котором вышел на замену во втором тайме вместо Джордже Михайловича и отметился голевой передачей.
8 июля 2021 года Уртадо был приобретён «Коламбус Крю» за $200 тыс. в общих распределительных средствах. По словам спортивного директора «Клёб де Фут Монреаль» Оливье Ренара, возникла необходимость совершить трансфер, поскольку Уртадо не был вакцинирован против COVID-19 и, следовательно, ему не разрешили бы въехать в Канаду. За «Коламбус» он дебютировал на 9 июля в матче против «Цинциннати». По окончании сезона 2021 «Коламбус Крю» не стал продлевать контракт с Уртадо, но 3 февраля 2022 года клуб переподписал игрока на сезон 2022 с опцией продления на сезон 2023. 7 мая в матче против «Нью-Инглэнд Революшн» он забил свой первый гол за «Коламбус Крю». По окончании сезона 2022 «Коламбус Крю» не продлил контракт с Уртадо.
12 апреля 2023 года Уртадо подписал 25-дневный контракт с клубом Чемпионшипа ЮСЛ «Сан-Антонио». Дебютировал за «Сан-Антонио» он 15 апреля в матче против «Луисвилл Сити», выйдя на замену на 61-й минуте.
29 апреля 2023 года Уртадо вернулся в MLS, перейдя за $10 тыс. в «Ди Си Юнайтед» и подписав с клубом однолетний контракт до конца сезона 2023 с опцией продления на сезон 2024. За «Ди Си Юнайтед» он дебютировал 9 мая в матче Открытого кубка США против «Нью-Йорк Ред Буллз». 26 июля в матче Кубка лиг 2023 против «Клёб де Фут Монреаль» он забил свой первый гол за «чёрно-красных». По окончании сезона 2023 «Ди Си Юнайтед» не продлил контракт с Уртадо.

## Достижения
«Ванкувер Уайткэпс»
- Победитель Первенства Канады: 2015